# Danh sách quốc gia Bắc Phi theo GDP - 2009
Đây là danh sách được thiết lập dựa trên số liệu GDP danh nghĩa do tổ chức Quỹ tiền tệ quốc tế (IMF) công bố năm 2009. Theo khái niệm của Liên Hợp Quốc thì Bắc Phi gồm có 7 quốc gia và vùng lãnh thổ, trong đó vùng lãnh thổ Tây Sahara (Western Sahara) không có số liệu thống kê. Bảng danh sách này được thiết lập dựa trên 5 đơn vị tiền tệ mạnh (loại ngoại tệ được đa phần Ngân hàng nhà nước của các quốc gia lưu trữ hay dùng thông dụng trong thương mại quốc tế - xem thêm Tiền mạnh). tỷ giá hối đoái được cập nhật vào ngày 1.1.2009.

## Danh sách
| Quốc gia   | USD             | Euro            | Bảng Anh        | Yen Nhật           | Nhân dân tệ       |
| ---------- | --------------- | --------------- | --------------- | ------------------ | ----------------- |
| Egypt      | 187.954.000.000 | 134.253.000.000 | 129.624.000.000 | 17.116.971.000.000 | 1.283.726.000.000 |
| Algeria    | 139.763.000.000 | 99.831.000.000  | 96.388.000.000  | 12.728.216.000.000 | 954.581.000.000   |
| Morocco    | 91.374.000.000  | 65.267.000.000  | 63.017.000.000  | 8.321.430.000.000  | 624.084.000.000   |
| Libya      | 60.238.000.000  | 43.027.000.000  | 41.544.000.000  | 5.485.875.000.000  | 411.426.000.000   |
| Sudan      | 54.644.000.000  | 39.031.000.000  | 37.686.000.000  | 4.976.429.000.000  | 373.219.000.000   |
| Tunisia    | 43.523.000.000  | 31.088.000.000  | 30.016.000.000  | 3.963.640.000.000  | 297.262.000.000   |
| Trung bình | 96.249.000.000  | 68.749.000.000  | 66.379.000.000  | 8.765.396.000.000  | 657.381.000.000   |